# Chassillé
Chassillé é uma comuna francesa na região administrativa do País do Loire, no departamento de Sarthe. Estende-se por uma área de 7.3 km². Em 2010 a comuna tinha 250 habitantes (densidade: 34,2 hab./km²).